# Peter Solberg Dirksen
Peter Solberg Dirksen (født 1970) er en dansk forfatter, der tillige har medvirket i TV 2's dokumentarserie Kærlighed i medgang og modgang (Koncern TV- & Filmproduktion 2003).